# MUNCH

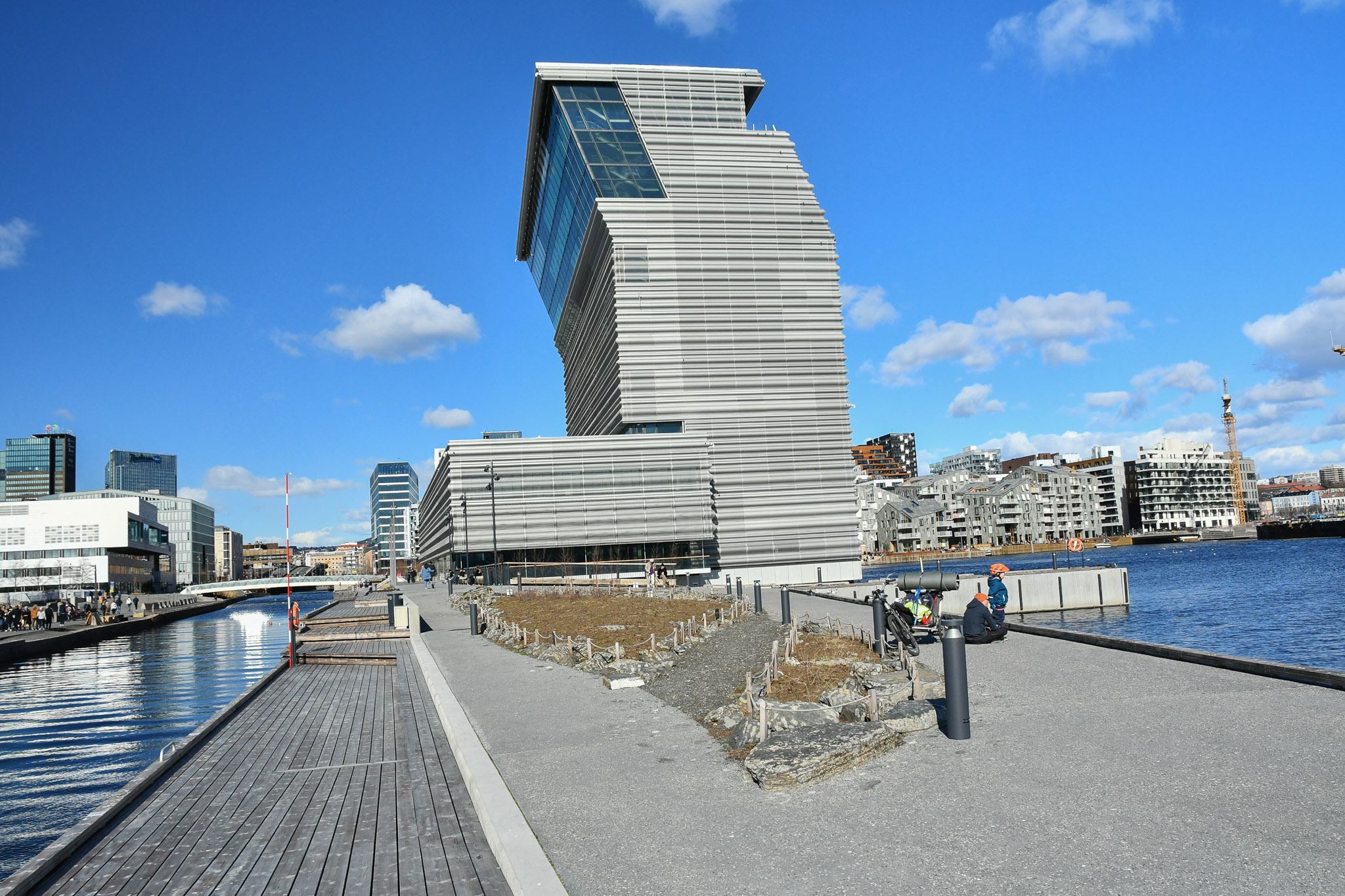
MUNCH Museum

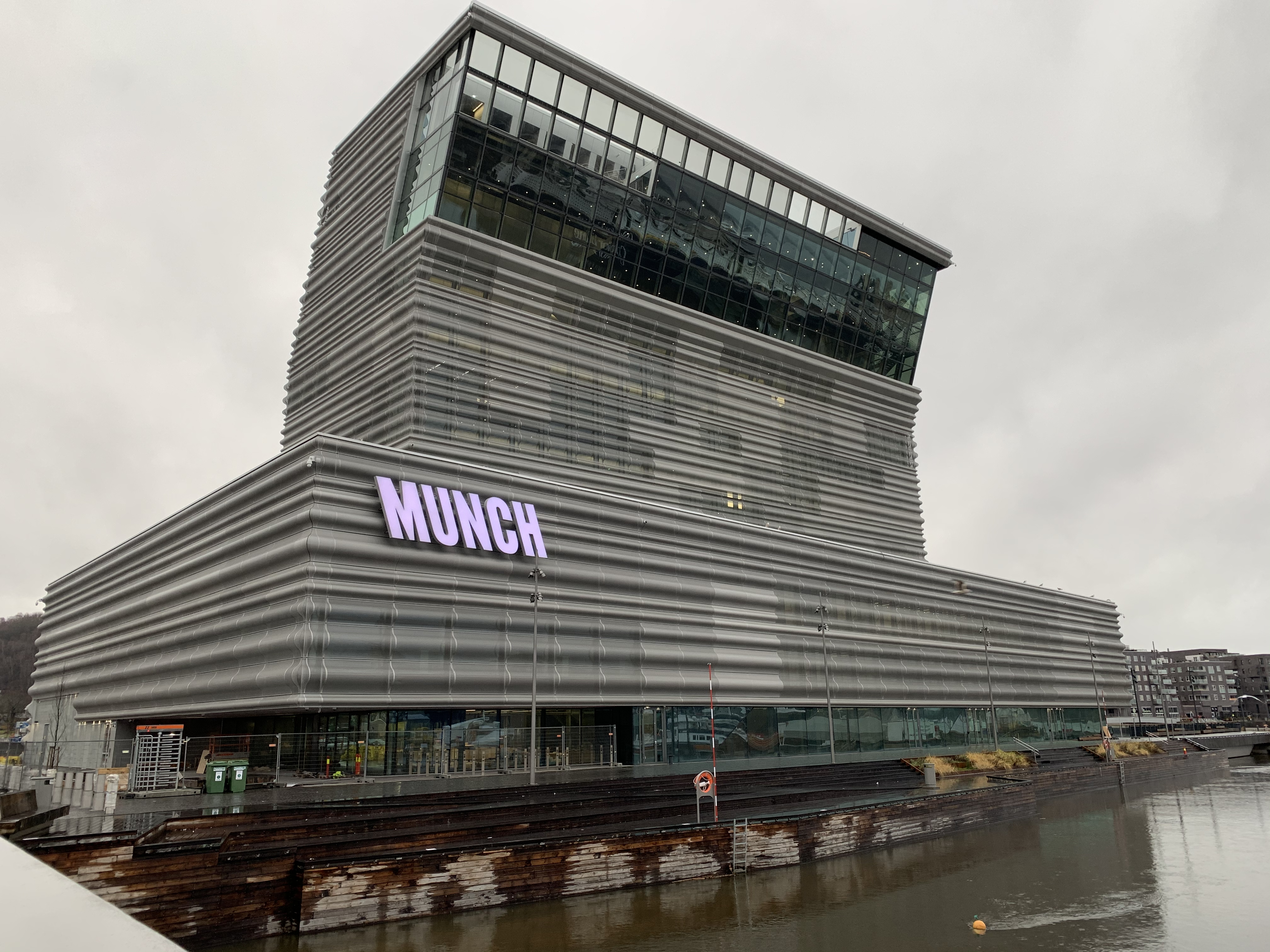
MUNCH museum (december 2020).

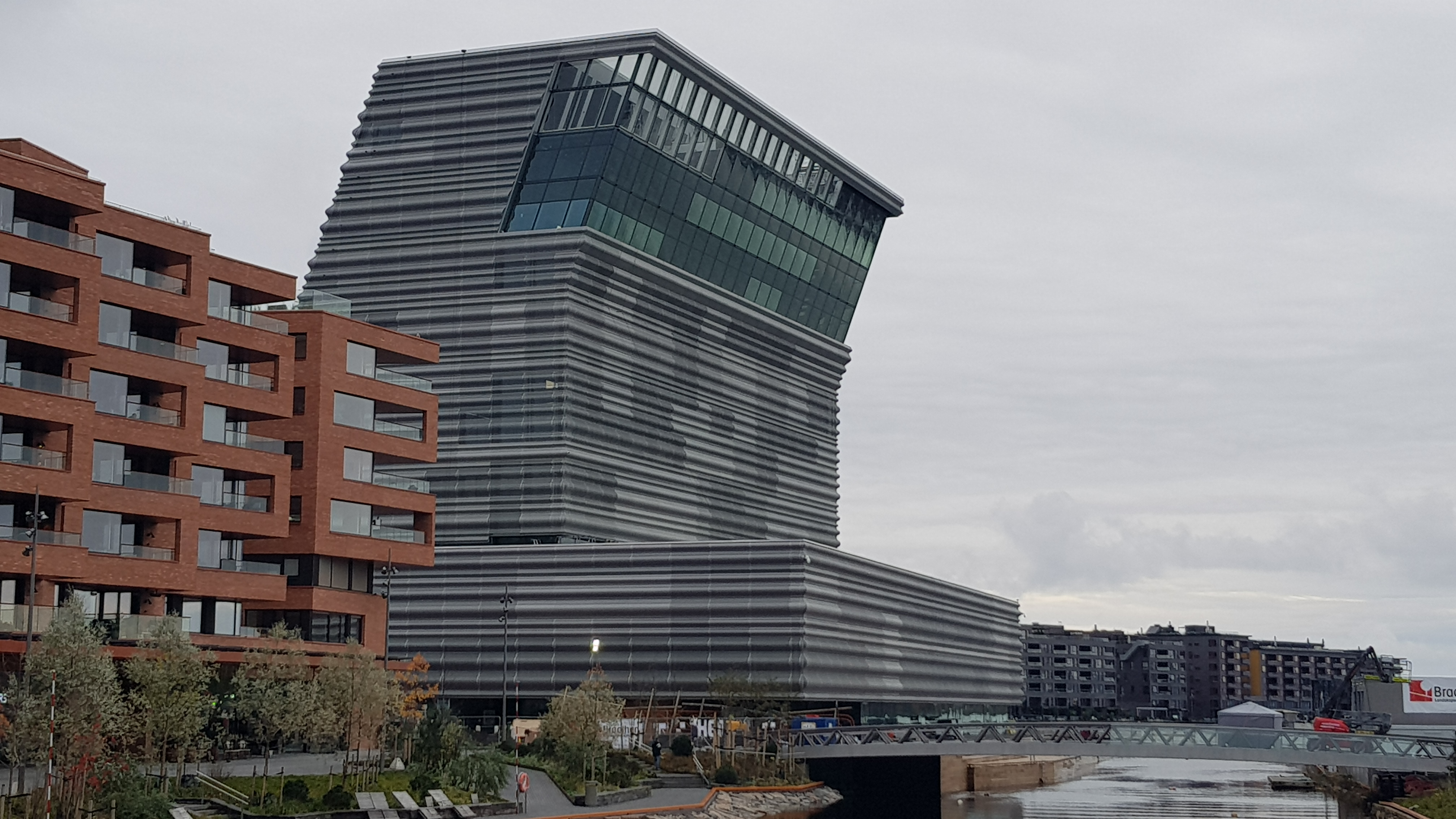
Het MUNCH of Nye Munchmuseet aan de linkeroever van de Akerselva met het Operahuis op de rechteroever verbonden door de Munchbrug. (oktober 2019)

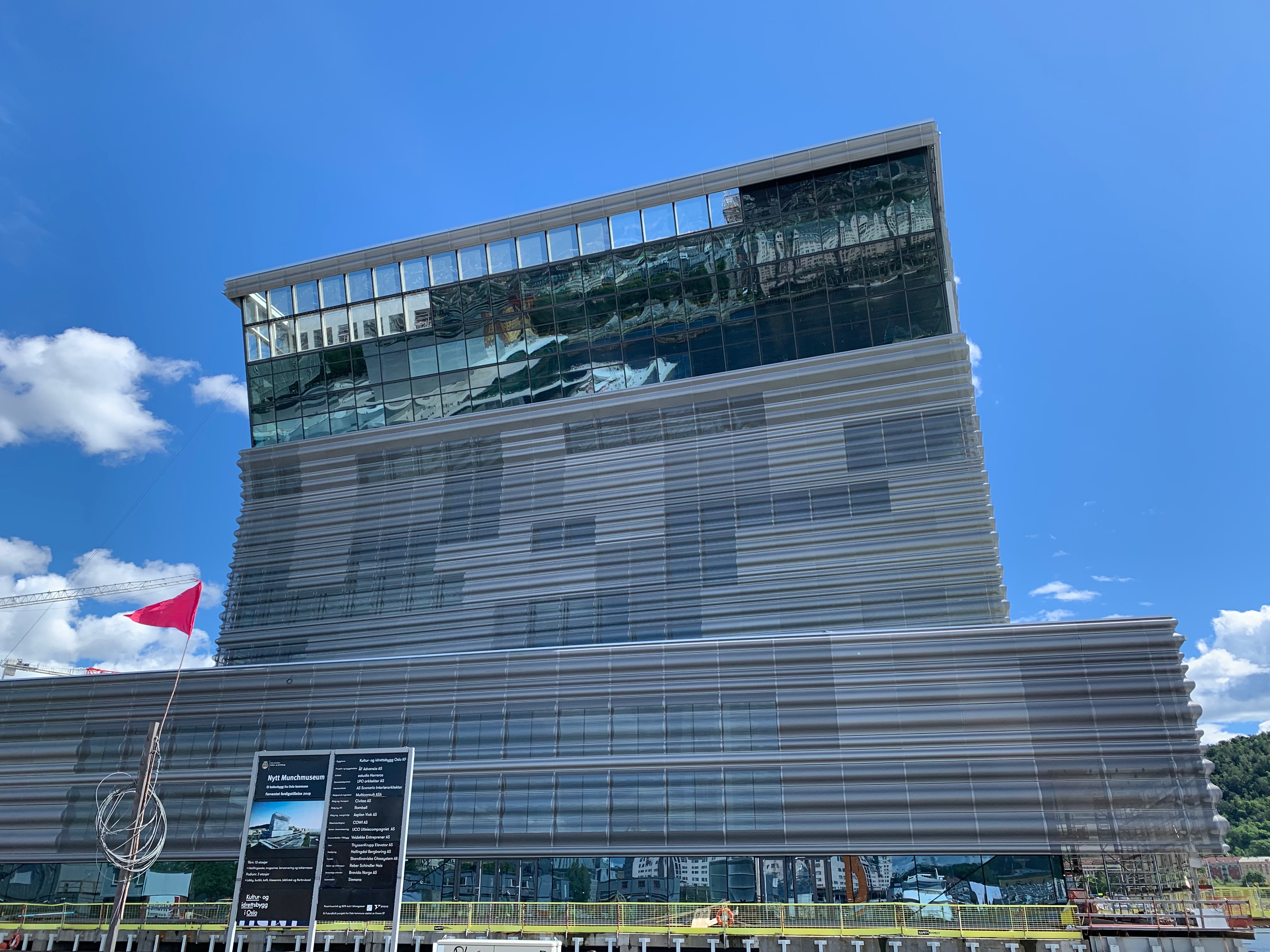
Het MUNCH in aanbouw (juni 2019)

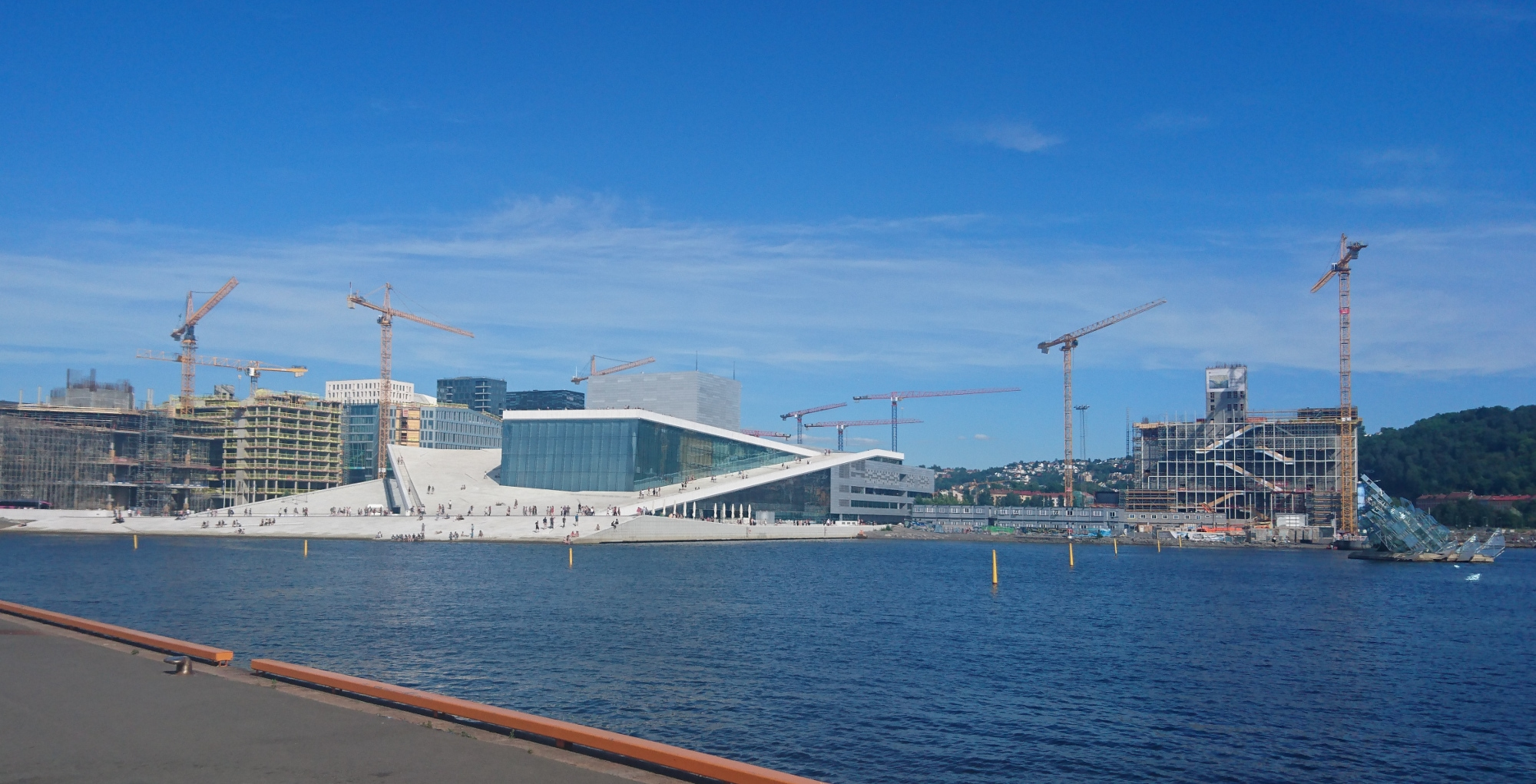
Zicht op het Operahuis links en MUNCH in aanbouw rechts vanop de Oslofjord

Het MUNCH of Nye Munchmuseet (Nederlands: Nieuw Munchmuseum) is een museum in de Noorse hoofdstad Oslo gewijd aan de kunstenaar Edvard Munch. Het nieuwe museum is een vervanging van het Munch-museet gevestigd aan de rand van het Tøyenpark. Het museum ligt aan de waterlijn van de inham van de Oslofjord centraal in de wijk Bjørvika in het stadsdeel Sentrum van Oslo, vlak naast het Operahuis waarvan het gescheiden is door de monding van de Akerselva, en vlak bij de Deichmanbibliotheek.
Het museum is gebouwd om een jaarlijks bezoekersaantal van 500.000 kunstliefhebbers te kunnen ontvangen en biedt 25.000 m² expositieruimte verspreid over 13 verdiepingen. Architectenbureau is het Spaanse estudio Herreros.
Het gebouw is 58 meter hoog en heeft een bruto oppervlakte van 26.313 m². De belangrijkste bouwmaterialen waren beton en staal, gekozen wegens milieuvriendelijkheid en recycleerbaarheid. De buitenkant van het gebouw is bedekt met doorschijnend, geperforeerd aluminium.
In het museumgebouw worden elf tentoonstellingszones verspreid over zeven verdiepingen gecreëerd die niet alleen zullen toelaten veel meer van de 28.000 werken van Edvard Munch uit de collectie van het museum te exposeren dan in het eerste museum, maar naast Munch's werk in drie permanente tentoonstellingen, ook tijdelijke tentoonstellingen in te richten van gerenommeerde Noorse en internationale artiesten en innovatieve hedendaagse artiesten.
Het multifunctionele gebouw is ook bedoeld om concerten, literaire lezingen en discussies, debatten en andere culturele evenementen te organiseren, en biedt een panoramisch terras op de 13e, bovenste verdieping waar ook een restaurantbuffet werd voorzien. In het LAMBDA werden ook kunstateliers gebouwd waar bezoekers kunnen experimenteren met verschillende technieken en materialen, specifiek gericht op activiteiten voor kinderen en volwassenen samen.

## Geschiedenis
Het oorspronkelijk Munchmuseum opende in 1963 en kende een renovatie en uitbreiding in 1994 en een beveiligingsrenovatie in 2004. Sinds 2002 was er sprake van een verplaatsing van het museum naar een grotere en beter bereikbare locatie. Het Spaanse architectenbureau estudio Herreros werd de laureaat van een in 2008 uitgeschreven en in maart 2009 toegewezen ontwerpwedstrijd. In 2013 kondigde het stadsbestuur van Oslo aan dat het museum zou verhuizen naar een nieuw gebouw in de Bjørvikawijk. De opening werd bij die aankondiging voorzien in 2018 en de kosten van het nieuwe museum werden in 2013 geraamd op 225 miljoen euro.
Bij de start van de bouw, in september 2015 werd de kost bijgesteld tot 271 miljoen euro, 2,7 miljard Noorse kroon. De werken liepen van 2015 tot 2020.